# Colletes solidaginis
Colletes solidaginis là một loài Hymenoptera trong họ Colletidae. Loài này được Swenk mô tả khoa học năm 1906.